# Vladimir Smirnov (cyclisme)
Pour les articles homonymes, voir Vladimir Smirnov et Smirnov.
Vladimir Smirnov, né le 13 avril 1978 à Klaipėda, est un coureur cycliste lituanien.

## Palmarès
- 2000
  -  Champion de Lituanie de cyclisme sur route
- 2001
  - Grand Prix Nobili Rubinetterie
  - 3e du championnat de Lituanie de cyclisme sur route

## Résultats sur les grands tours

### Tour d'Italie
- 2002 : abandon (5e étape)